# Carcelia obliterata
Carcelia obliterata là một loài ruồi trong họ Tachinidae.